# Gdańska Grupa Poetycka Atut
Gdańska Grupa Poetycka Atut (Gdańska Grupa Poetycka, Grupa Gdańska, Atut) – grupa poetycka działająca w Gdańsku w latach 1983–1986.

## Geneza
Ugrupowanie Warsztat, organizator licznych wydarzeń artystycznych w Trójmieście w latach 1970–1996, zorganizowało w 1982 roku w Gdańsku konkurs na "Listy poetyckie". Jego laureatami zostali: Jarosław Seidel i Dariusz Wasielewski. Wszystkich kilkudziesięciu uczestników konkursu zaproszono do utworzenia Klubu Literackiego im. Ryszarda Milczewskiego-Bruno z siedzibą w Domu Kultury im. Stanisławy Przybyszewskiej w dzielnicy Piecki-Migowo. Podczas warsztatów literackich tego klubu w Krynicy w dniach 16 lutego-2 marca 1983 powstał plan założenia grupy poetyckiej. Zebranie założycielskie odbyło się 5 marca 1983 w Gdańsku, a grupa otrzymała nazwę Gdańska Grupa Poetycka.

## Członkowie
Pomysłodawcami grupy byli: Ariana Nagórska i Dariusz Wasielewski, a organizatorami prócz nich: Zdzisław A. Malinowski, Jarosław Seidel i Jacek Zakrocki. Zaraz potem dołączyli: Ludwik Filip Czech, Artur Tomaszewski i Jacek T. Zieliński. W spotkaniach brali czasem udział poeci spoza grupy. Jednorazowo w publikacjach grupy uczestniczyli: Jakub P. Lewandowski, Adam Kapelusz, Tomasz Jurczyk i Wojciech Kass.

## Działalność
Po raz pierwszy grupa zaprezentowała swe utwory na warsztatach literackich w Stegnie w kwietniu 1983 roku. W tym miesiącu zadebiutowała drukiem na łamach Faktów, gdzie opublikowano kolumnę wierszy i autoprezentację, w której oświadczyła m.in.: "Łączy nas wspólna świadomość roli i rangi poezji w okresie, kiedy słowa i wartości dewaluują się szybciej niż kiedykolwiek. Zapis poetycki, metaforyczna interpretacja rzeczywistości jest świadectwem wiarygodniejszym - tak nam się wydaje - niż artykuł publicystyczny, czy komentarz".
Grupa nie miała mecenasa, lecz uczestniczyła w imprezach poetyckich, warsztatach i seminariach organizowanych przez ZSMP. Jej członkowie brali udział w pracach Gdańskiego Ośrodka Korespondencyjnego Klubu Młodych Pisarzy oraz w konkursach poetyckich, otrzymując liczne nagrody, m.in. w konkursach Czerwonej Róży (Nagórska, Tomaszewski, Wasielewski, Czech). Nagórska otrzymała w 1987 roku Nagrodę Peleryny tego konkursu za najlepszy debiut książkowy roku. Spotkania autorskie grupy odbywały się zwykle w bibliotekach i placówkach kulturalnych Gdańska. Wiersze uczestników były prezentowane wielokrotnie na antenie Radia Gdańsk.
Redakcje niektórych czasopism zamieszczały wiersze pod nazwą Grupa Gdańska. Dla odróżnienia od innych, później powstałych w tym mieście, uczestnicy wprowadzili nazwę Atut, w nawiązaniu do autoprezentacji: "Jeśli to, co piszemy budzi choćby cień niepokoju, wzruszenia, zaskoczenia, oburzenia - zamiar nasz zyskuje kolejny atut". W 1999 roku Ariana Nagórska podsumowała charakter grupy: "Zawsze podkreślaliśmy, że jesteśmy grupą sytuacyjną, a nie programową. Łączyła nas przyjaźń i fascynacja poezją. Byliśmy osobami w różnym wieku, o różnych światopoglądach, różnych zawodach i wykształceniu". Grupa zaprzestała wspólnych działań po 1986 roku. Czech, Nagórska, Seidel i Tomaszewski kontynuowali twórczość poetycką, wydając tomiki wierszy.

## Publikacje
- Nie jesteśmy pokoleniem, Fakty, nr 16, 23.IV.1983.
- Młodzi poeci Gdańska, Życie literackie, nr 18, 1.V.1983.
- Gdańska Grupa Poetycka, Radar, nr 9, 1.III.1984.
- Grupa Gdańska nadal istnieje, Fakty, nr 8, 23.II.1985.
- Gdańska Grupa Poetycka Atut od trzech lat w dyskretnej ofensywie, Delta, nr 36, 27.V.1986.